# Stenellipsis goephanoides
Stenellipsis goephanoides là một loài bọ cánh cứng trong họ Cerambycidae.